# Festa per il compleanno del caro amico Harold
Festa per il compleanno del caro amico Harold (The Boys in the Band) è un film del 1970 diretto da William Friedkin, tratto da un'opera teatrale di Mart Crowley; è stata la prima pellicola di Hollywood a trattare il tema dell'omosessualità.

## Trama
L'omosessuale Michael organizza una festa per il compleanno dell'amico Harold; al piccolo ricevimento prendono parte vari omosessuali appartenenti alla borghesia intellettuale di New York. Non sapendo della festa in corso a casa di Michael, si presenta Alan, suo vecchio compagno di università, unico eterosessuale tra i presenti. La presenza di Alan tramuterà la festa in una sorta di analisi collettiva in cui veleni e rancori indurranno il gruppo a un terribile gioco al massacro: scopriranno così a loro spese di essere più soli di quanto pensassero.

## Produzione
Il film è interpretato dagli stessi attori che hanno lavorato alla pièce teatrale portata in scena nell'Off-Broadway. Mart Crowley e Dominick Dunne organizzarono la versione cinematografica con la collaborazione della Cinema Center Films, di proprietà della CBS Television. Crowley fu pagato 250,000 dollari più una percentuale sui profitti del film; in aggiunta a questo, ricevette un compenso per scrivere la sceneggiatura.
Originariamente Crowley e Dunne avrebbero voluto il regista della versione teatrale, Robert Moore, per dirigere il film ma Gordon Stulberg, capo del Cinema Center, era contrario ad affidare il lavoro a chi non aveva mai girato un film in precedenza. Scelsero quindi William Friedkin, che aveva diretto Festa di compleanno di Harold Pinter.
Friedkin girò per due settimane con il cast. Filmò anche una scena dove Hank e Larry si baciavano appassionatamente. Gli attori che interpretavano i personaggi erano restii a girare la scena, ma alla fine acconsentirono. Tuttavia, Friedkin tagliò la scena al montaggio.

### Riprese
La scena del bar all'inizio fu girata nel locale Julius nel Greenwich Village. Gli interni furono girati presso i Chelsea Studios di New York. Secondo quanto affermato da Friedkin nel commento inserito nel DVD del 2008, l'appartamento di Michael fu ispirato da quello dell'attrice Tammy Grimes nell'Upper East Side (Grimes era un'amica di Mart Crowley).

## Colonna sonora
La colonna sonora del film include Anything Goes di Cole Porter eseguita dagli Harpers Bizarre durante i titoli di testa, Good Lovin' Ain't Easy to Come By di Marvin Gaye e Tammi Terrell, Funky Broadway di Wilson Pickett, (Love Is Like A) Heat Wave di Martha and the Vandellas, e una versione strumentale di The Look of Love di Burt Bacharach.

## Distribuzione e accoglienza
Esistono tre versioni della pellicola: la versione originale, della durata di 127 minuti; la versione distribuita nelle sale italiane, di 119 minuti; e un'altra versione di 108 minuti, che è passata in tv.
Il film è stato oggetto di polemiche per aver tracciato un ritratto molto negativo e pessimistico degli omosessuali.

## Rifacimento
Nel 2020 Netflix ha prodotto un rifacimento intitolato The Boys in the Band.